# Kauxdorf
Kauxdorf ist ein Ortsteil der Gemeinde Uebigau-Wahrenbrück im Landkreis Elbe-Elster in Brandenburg. Er liegt an der Landesstraße 662 und hat eine Fläche von etwa 5 km².

## Geschichte

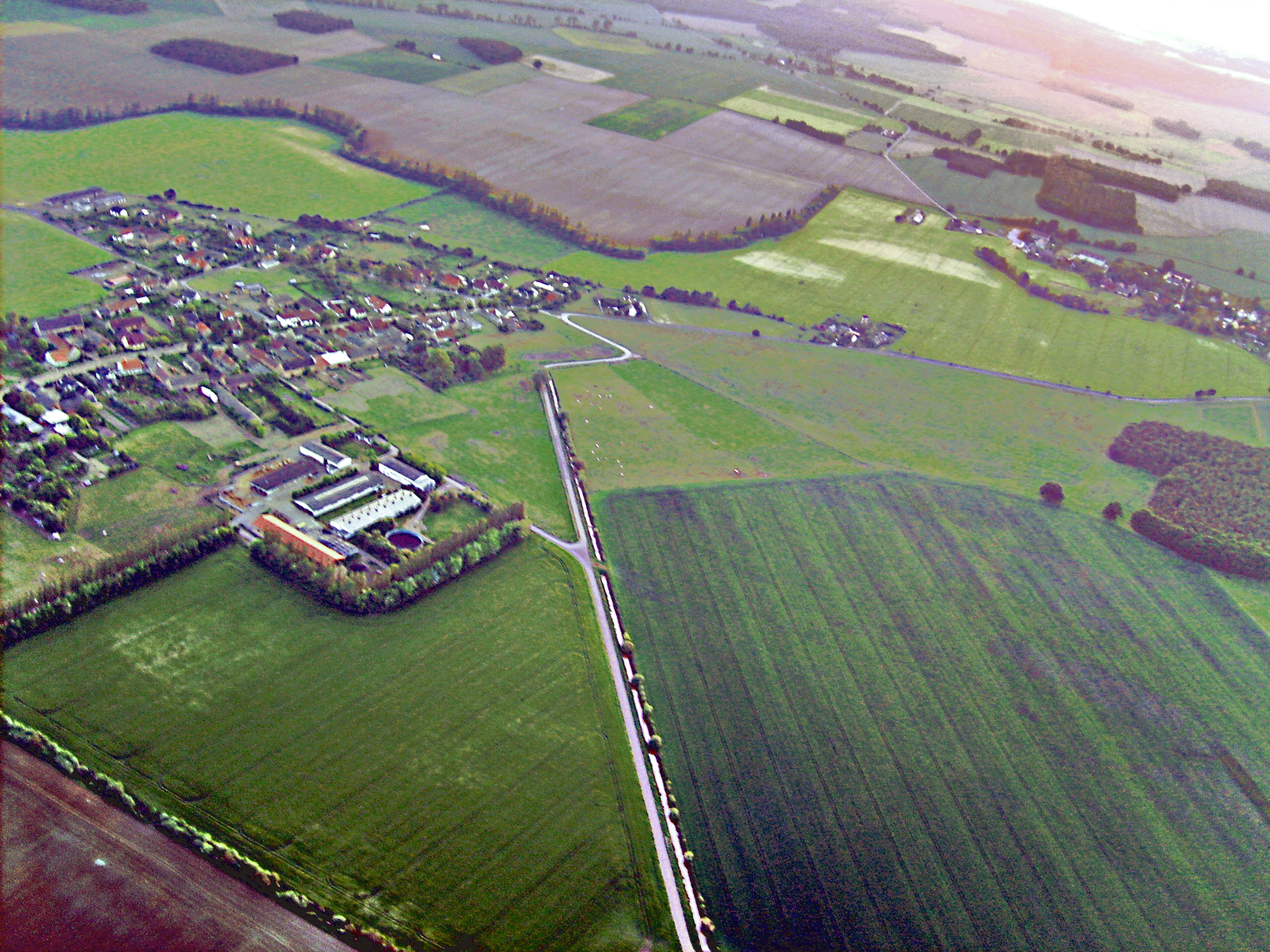
Kauxdorf

### Chronik

Kauxdorf auf einer geschichtlichen Karte des Kreises Liebenwerda (1910).

Der Ort fand als Kuckucksdorf erstmals 1217 urkundliche Erwähnung, als er in den Besitz des Klosters Dobrilugk überging. Er blieb bis 1234 im Besitz des Klosters und wurde anschließend aufgrund verschiedener Herrschaftsansprüche häufiger übertragen.

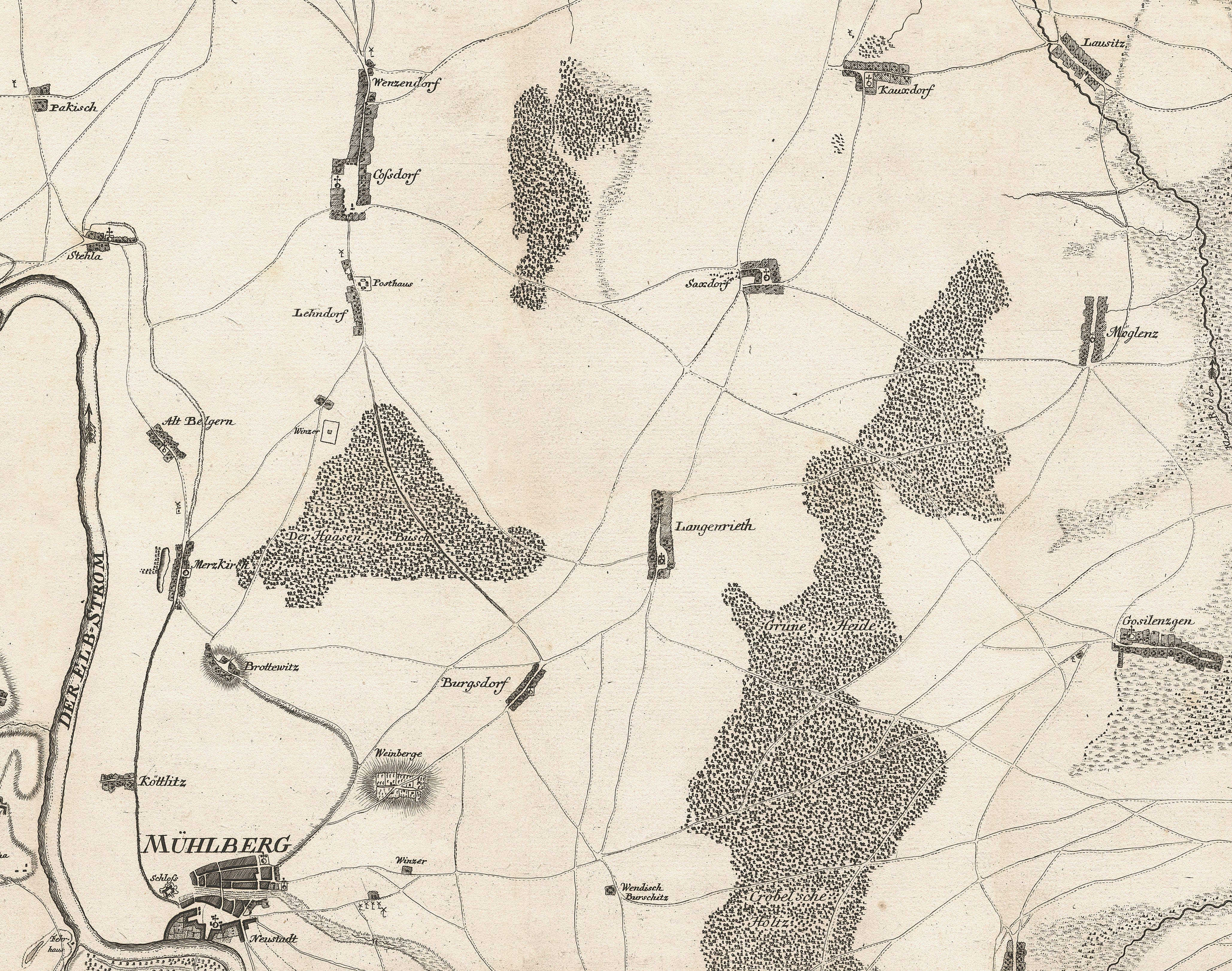
Kauxdorf in einer Cabinetskarte um 1762 von Isaak Jacob von Petri

1835 zählte das Dorf 27 Wohnhäuser mit 174 Einwohnern. An Vieh wurden 39 Pferde, 202 Stück Rindvieh, 4 Ziegen und 123 Schweine gezählt.
Am 27. September 1998 wurde Kauxdorf gemeinsam mit den Gemeinden Beiersdorf, Beutersitz, Bönitz, Saxdorf, Domsdorf, Marxdorf, Prestewitz, Rothstein, Wildgrube und Winkel in die Stadt Wahrenbrück eingemeindet. Am 31. Dezember 2001 wurden Wahrenbrück und die Stadt Uebigau mit den Gemeinden Bahnsdorf, Drasdo sowie Wiederau zusammengeschlossen.

### Bevölkerungsentwicklung
| Einwohnerentwicklung von Kauxdorf ab 1875 bis 2016 | Einwohnerentwicklung von Kauxdorf ab 1875 bis 2016 | Einwohnerentwicklung von Kauxdorf ab 1875 bis 2016 | Einwohnerentwicklung von Kauxdorf ab 1875 bis 2016 | Einwohnerentwicklung von Kauxdorf ab 1875 bis 2016 | Einwohnerentwicklung von Kauxdorf ab 1875 bis 2016 | Einwohnerentwicklung von Kauxdorf ab 1875 bis 2016 | Einwohnerentwicklung von Kauxdorf ab 1875 bis 2016 | Einwohnerentwicklung von Kauxdorf ab 1875 bis 2016 | Einwohnerentwicklung von Kauxdorf ab 1875 bis 2016 | Einwohnerentwicklung von Kauxdorf ab 1875 bis 2016 |
| Jahr                                               | Einwohner                                          |                                                    | Jahr                                               | Einwohner                                          |                                                    | Jahr                                               | Einwohner                                          |                                                    | Jahr                                               | Einwohner                                          |
| -------------------------------------------------- | -------------------------------------------------- | -------------------------------------------------- | -------------------------------------------------- | -------------------------------------------------- | -------------------------------------------------- | -------------------------------------------------- | -------------------------------------------------- | -------------------------------------------------- | -------------------------------------------------- | -------------------------------------------------- |
| 1875                                               | 190                                                |                                                    | 1946                                               | 284                                                |                                                    | 1989                                               | 203                                                |                                                    | 1995                                               | 170                                                |
| 1890                                               | 190                                                |                                                    | 1950                                               | 283                                                |                                                    | 1990                                               | 196                                                |                                                    | 1996                                               | 170                                                |
| 1910                                               | 190                                                |                                                    | 1964                                               | 238                                                |                                                    | 1991                                               | 189                                                |                                                    | 1997                                               | 167                                                |
| 1925                                               | 181                                                |                                                    | 1971                                               | 239                                                |                                                    | 1992                                               | 184                                                |                                                    | 2016                                               | 110                                                |
| 1933                                               | 180                                                |                                                    | 1981                                               | 225                                                |                                                    | 1993                                               | 178                                                |                                                    | 2019                                               | 104                                                |
| 1939                                               | 169                                                |                                                    | 1985                                               | 224                                                |                                                    | 1994                                               | 176                                                |                                                    |                                                    |                                                    |

## Kultur und Sehenswürdigkeiten
- Die 1788 erbaute Kauxdorfer Dorfkirche ist ein barocker Fachwerkbau und steht unter Denkmalschutz.[9][10]
- Am Ortsausgang in Richtung Bönitz befindet sich ein mittelalterliches Sühnekreuz. Es besteht aus Sandstein und hat eine Größe von 125 × 55 × 26 cm. 1945 wurde dieses Kreuz von der Straße zur Mauer des angrenzenden Grundstückes versetzt.[11]
- Nördlich der Ortslage befindet sich eine Holländerwindmühle. Sie wurde 1889 als Turmholländer erbaut und kann erstmals auf einem Meßtischblatt um etwa 1900 nachgewiesen werden. In diesem sogenannten Erdholländer ohne Windrose wurde nach dem Krieg durch einen Meister Höhne die erste Pneumatik der Gegend eingebaut. 1947 bekam die Mühle ein neues Rutenkreuz. Sie war bis 1962 in Betrieb und ist inzwischen stark beschädigt. Reste von Haube und Flügeln sind erhalten geblieben.[12][13][14]

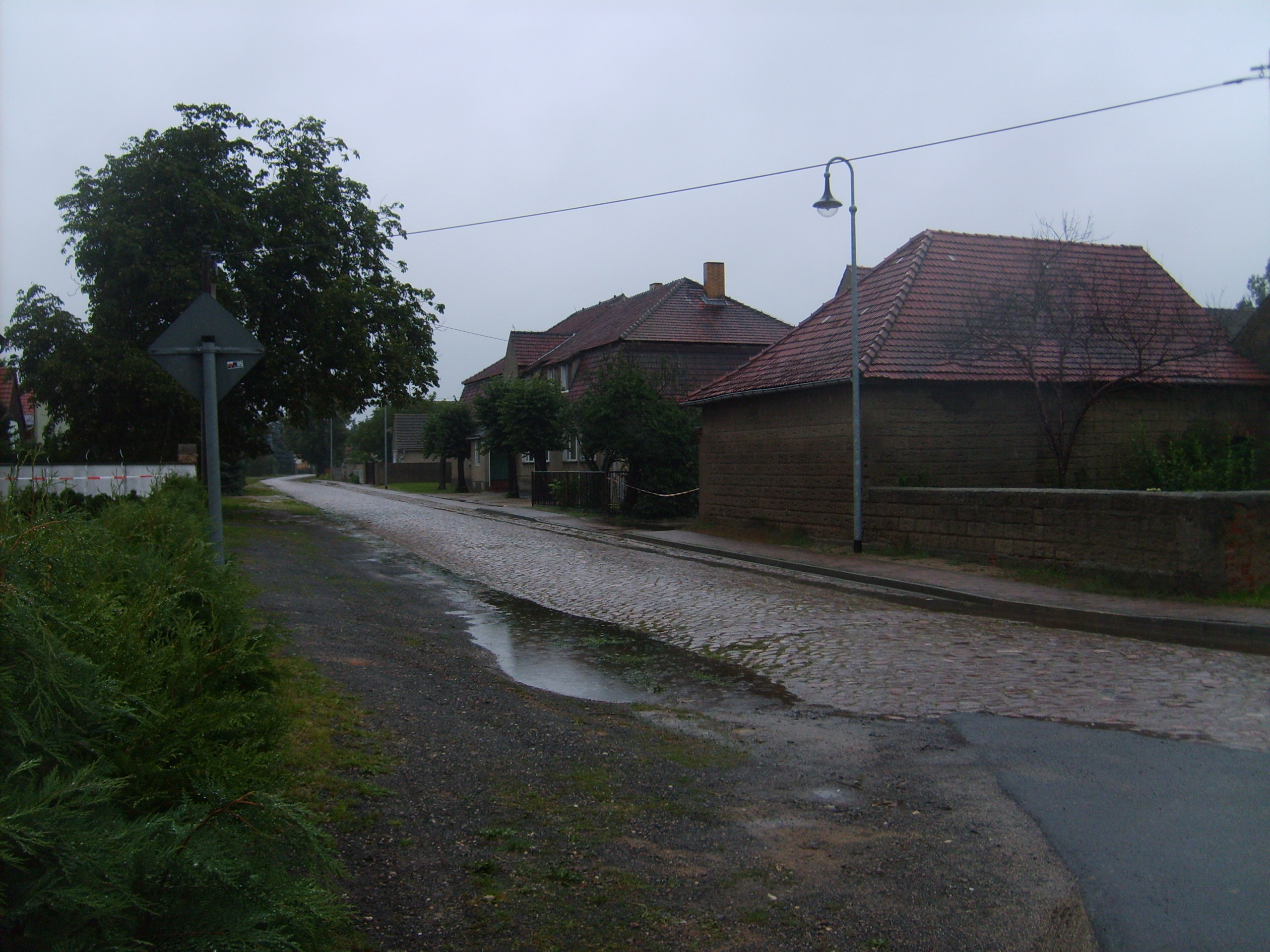
Dorfstraße
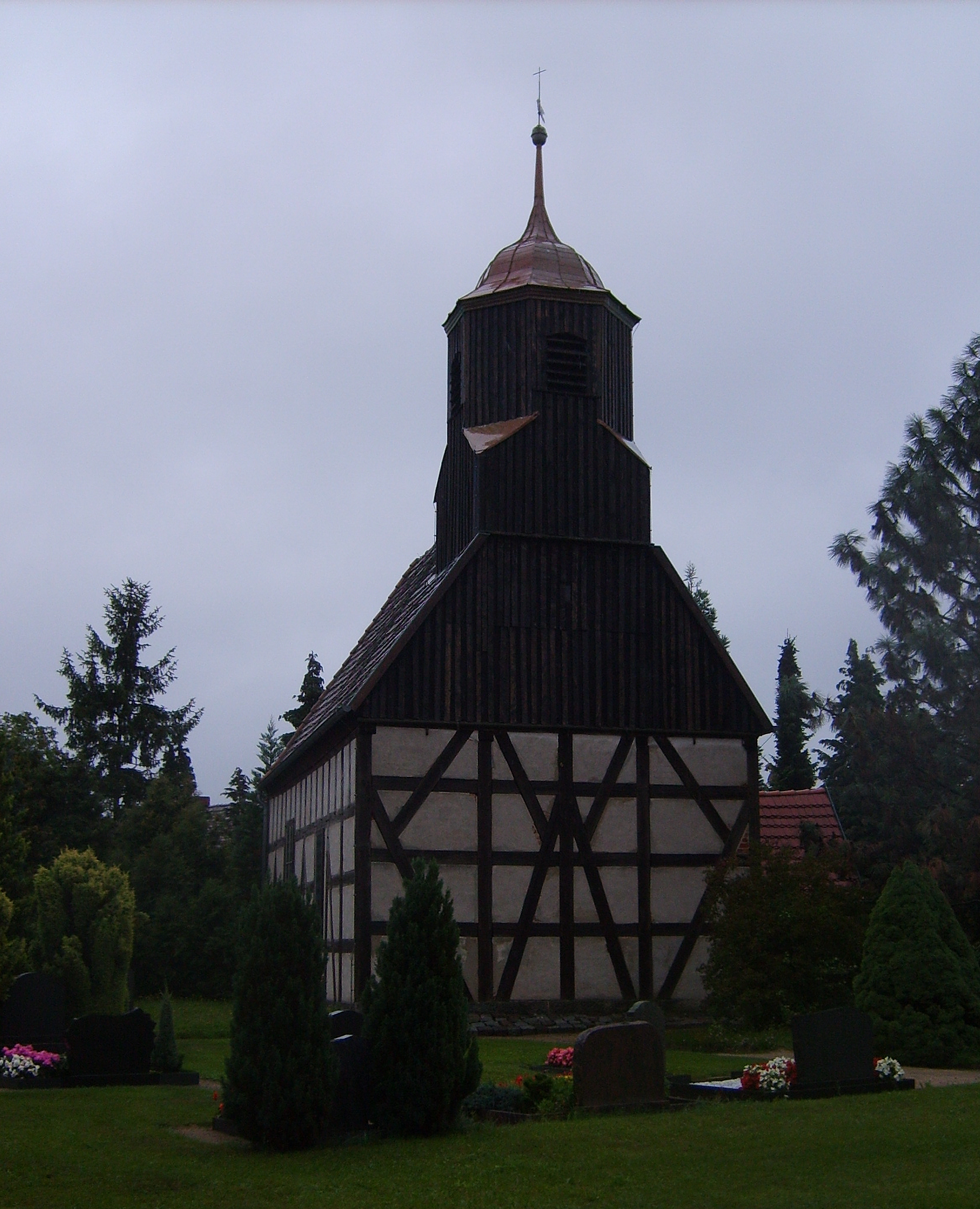
Dorfkirche
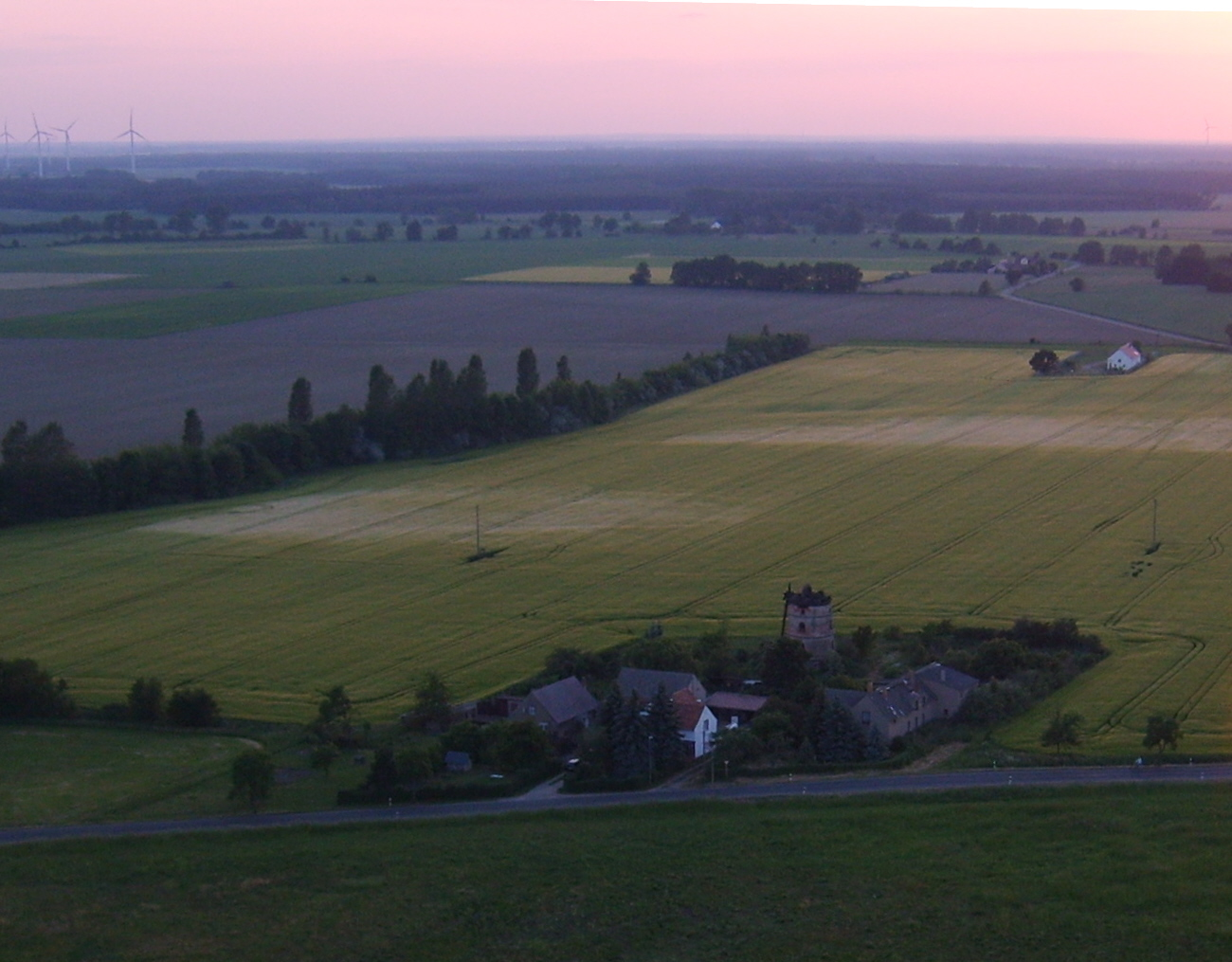
Holländerwindmühle
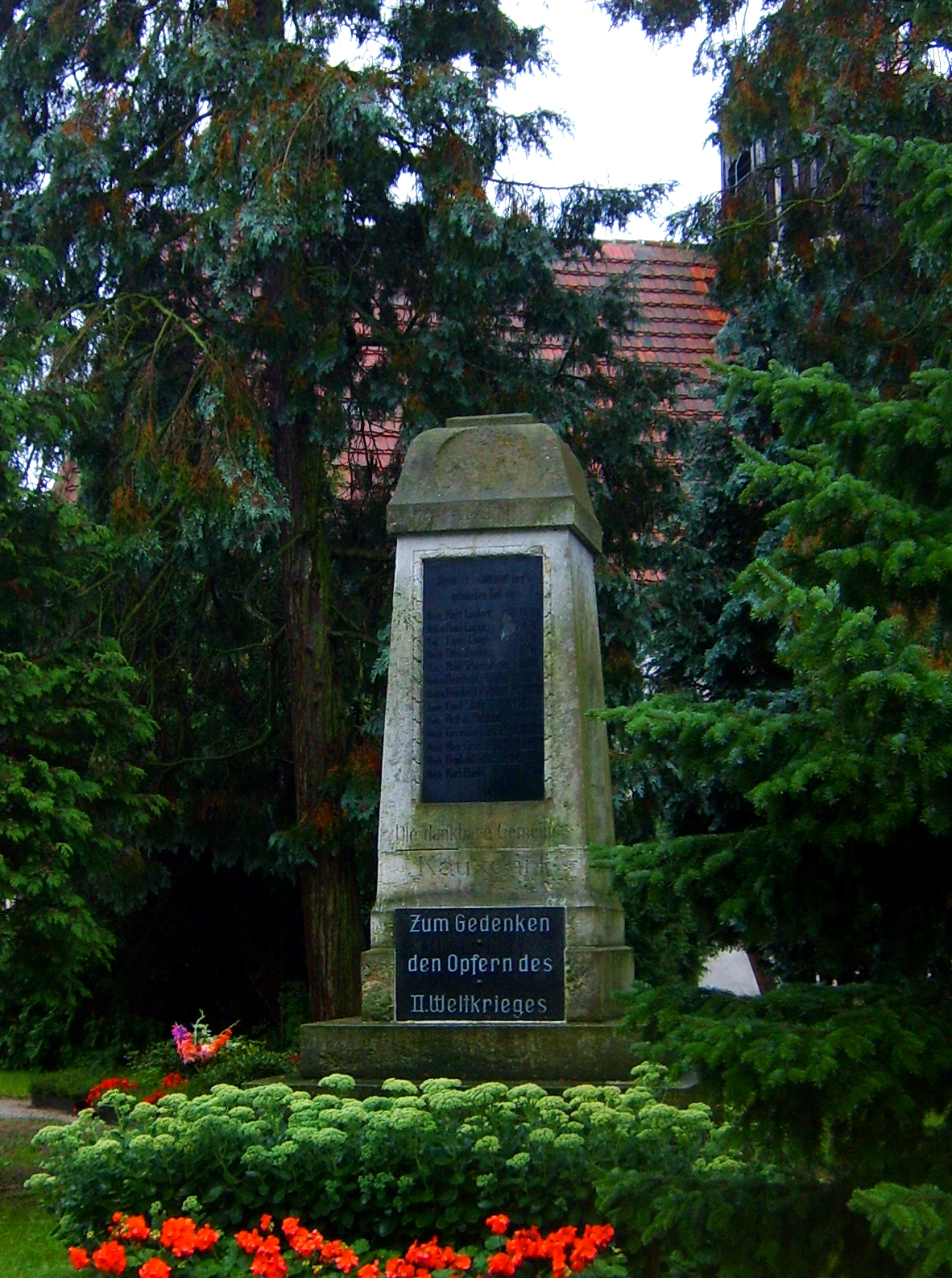
Kriegerdenkmal